# Michele Cucuzza
Michele Cucuzza Silvestri (Catania, 14 novembre 1952) è un giornalista, conduttore televisivo e conduttore radiofonico italiano.

## Biografia
Figlio di Salvatore Cucuzza Silvestri, vulcanologo e docente all'Università degli Studi di Catania, ha due figlie, Carlotta e Matilde. Incomincia come giornalista in Sicilia nel quotidiano Catania Sera, occupandosi di temi di società. Trasferitosi a Milano nel 1973, collabora con il quotidiano Il Giorno e con l'ufficio stampa del sindacato UIL. Nel 1976 è tra i fondatori di Radio Popolare, con Piero Scaramucci, Nini Briglia, Gad Lerner e altri. Si laurea in lettere moderne all'Università degli Studi di Milano. Nel 1979 diventa giornalista professionista, iscritto all'Ordine dei giornalisti del Lazio.
Nel 1983 incomincia a collaborare con la Rai, sempre a Milano, presso la quale è assunto come redattore. Fino al 1987, Cucuzza realizza servizi e collegamenti per le varie testate del servizio pubblico, radiofoniche e televisive. Segue le principali vicende di cronaca di quegli anni, dal terrorismo, al caso Tortora, dalle vicende del Banco Ambrosiano, alla morte di Michele Sindona, all'alluvione in Valtellina del 1987. Chiamato a Roma, nel 1987, a condurre il TG2, è anche inviato all'estero, realizzando servizi, collegamenti e speciali dalla Francia, Polonia, Ungheria, Repubblica Ceca, Arabia Saudita, Stati Uniti, India e seguendo i principali eventi sociali e politici e del periodo.
Conduce il TG2 fino al 1997. Nel 1992 e 1993 conduce inoltre il Festival musicale "Premio città di Recanati" (Recanati). Nella stagione 1997/98 conduce la Cronaca in diretta su Rai 2 (prima in coppia con Danila Bonito e poi in solitaria). Da quella successiva (1998/99) il "suo" programma viene rinominato La vita in diretta, e resta su Rai 2 fino al 2000 per poi traslocare su Rai 1. Nel 1997-1998 partecipa a La posta del cuore, su Rai 2, con Sabina Guzzanti, interpretando un telegiornalista disperato perché abbandonato dalla fidanzata. Nel 1999 conduce con Katia Ricciarelli e Gianfranco D'Angelo, Segreti e bugie, sette prime serate, il sabato su Rai 1. Autrice del programma era Raffaella Carrà.
Dal 2003 diventa testimonial dell'Istituto Oncologico Romagnolo di Rimini. È anche testimone dell'Onlus "Attive come prima". Nel 2004 è doppiatore di alcuni brani di un telegiornale per il film di animazione della Pixar Gli incredibili. Dal settembre del 2008 al maggio 2011 conduce con Eleonora Daniele Unomattina, su Rai 1. Dal 2010 al 2012 conduce con Chiara Giallonardo il rotocalco radiofonico di attualità Radio2 Days. Nel 2011 a Reggio Calabria è direttore di Legalitàlia, incontro antimafia promosso dalla Fondazione Scopelliti e dal movimento giovanile ‘Ammazzateci tutti’.
Dal 2011 al 2015 coordina e presenta il Premio America della Fondazione Italia USA presso la Camera dei deputati. Nell'agosto 2012 è con Barbara De Rossi cooperante per INTERSOS, nel campo di rifugiati di Makpandu, nel Sudan del Sud. Alle elezioni per il Presidente della Repubblica italiana del 18 aprile 2013 riceve due voti. Nel 2013 conduce dai microfoni dell'emittente romana Qlub Radio 89.3 Fm, la trasmissione quotidiana Rosso di sera. Il 4 e 12 dicembre 2013 conduce con Rula Jebreal il programma televisivo Mission, trasmesso in prima serata su Rai 1. Editorialista del Corriere dell'Umbria, ha tenuto una rubrica di interviste su Diva&Donna.
Dal 2014 conduce con Tiziana Di Simone Manuale d'Europa, in onda su Rai Radio 1 il sabato e la domenica mattina. Il programma è trasmesso anche su Rai GR Parlamento il sabato alle 14. Dal novembre 2016 al maggio 2019 ha condotto, con Mary De Gennaro, Buon pomeriggio su Telenorba. Nel 2017 conduce una trasmissione sulla televisione Retesole. Il 17 giugno 2017 a Cinisi, partecipa come Presidente di giuria al Concorso Nazionale Letterario Artisti per Peppino Impastato. Dal 3 gennaio 2018 è direttore del quotidiano di San Marino RepubblicaSm. Dal 17 gennaio 2018 è ospite fisso di 90 Special, programma che ricorda gli anni 1990 in onda su Italia 1 condotto da Nicola Savino.
Nel maggio 2019 presiede a Milano la cerimonia di premiazione del Concorso Nazionale Letterario Artisti per Peppino Impastato, in veste di presidente di giuria (carica confermata per la 3ª edizione a Monza). Nel settembre 2019 ha ottenuto il Premio alla carriera Menotti Art Festival Spoleto (erede del Festival dei Due Mondi). Dal settembre 2019 è testimonial ufficiale dell'associazione City Angels. Dal gennaio 2020, partecipa alla quarta edizione del Grande Fratello VIP, rimanendo nella casa per 34 giorni. Dal 9 gennaio 2022 conduce su Antenna Sicilia le edizioni delle 7:30 e delle 13:30 del TG Sicilia e dal 12 luglio 2023 ne è anche il direttore. Il 1º ottobre 2022 presiede a Milano la cerimonia di premiazione della 4ª edizione del concorso nazionale letterario Artisti per Peppino Impastato, in veste di presidente di giuria.
Si considera un «cristiano dubbioso» ed è socio del Rotary Club di Catania.

## Filmografia

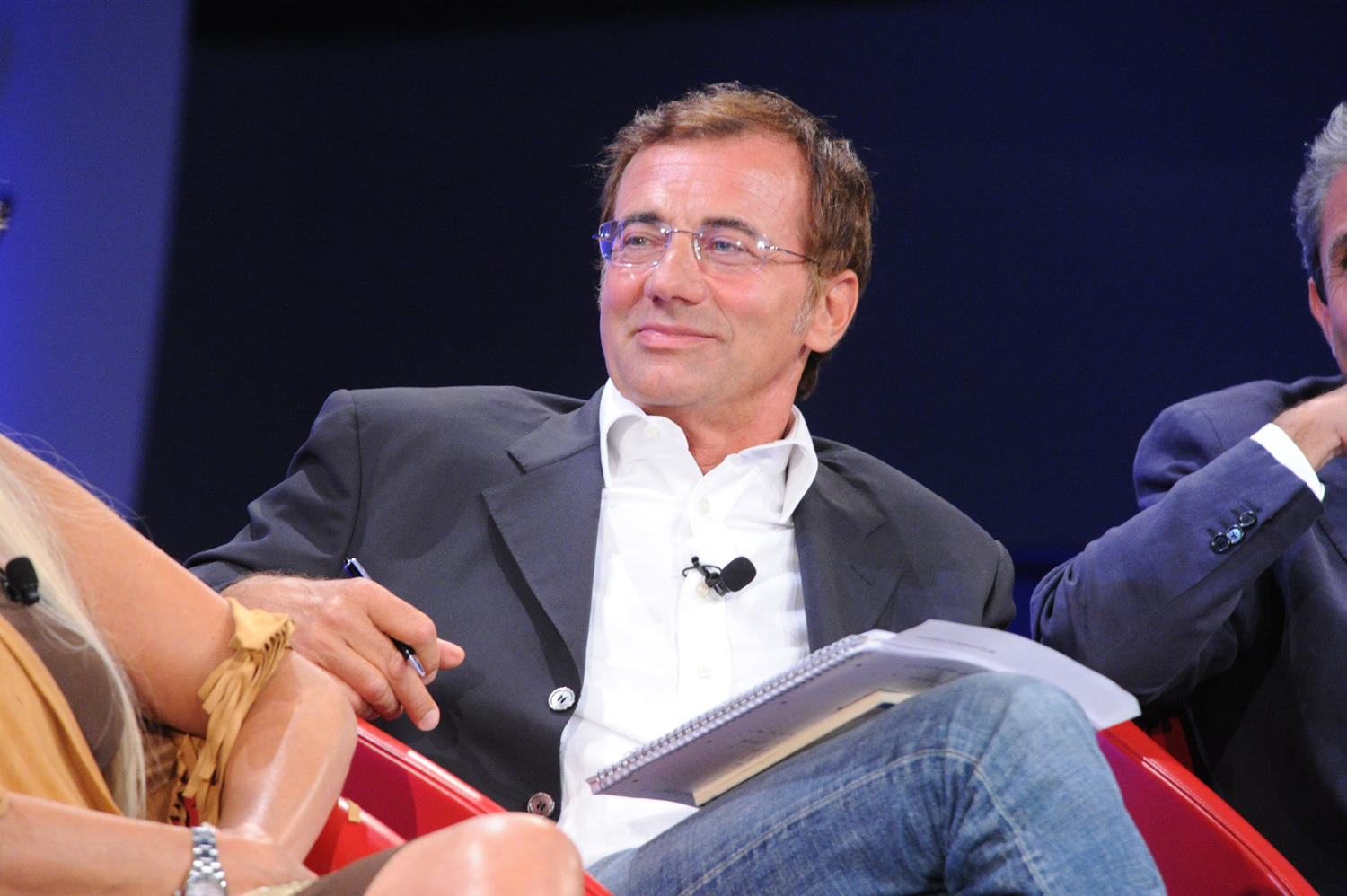
Michele Cucuzza

- Il trasformista, regia di Luca Barbareschi – cameo (2002)

## Televisione
- TG2 (Rai 2, 1988-1998)
- TG2 Pegaso (Rai 2, 1991-1993)
- Speciale TG2 - A rischio d'Amore (Rai 2, 1994)
- I fatti vostri (Rai 2, novembre 1994) cura lo spazio informativo legato all'alluvione del Piemonte
- Musicultura (Rai 2, 1995-1996)
- Premio Marisa Bellisario (Rai 2, 1995, 1997-1998)
- La cronaca in diretta (Rai 2, 1997-1998)
- La Posta del Cuore (Rai 2, 1998)
- La vita in diretta (Rai 2, 1998-2000; Rai 1, 2000-2008)
- Segreti e bugie (Rai 1, 1999)
- Telethon (Rai 1, Rai 2, Rai 3, 1999)
- Fragole e mambo (Rai 2, 1999-2000)
- Sanremo si nasce (Rai 1, 2000)
- Miss Italia (Rai 1, 2001) Giurato
- Trenta ore per la vita (Canale 5, Italia 1, Rete 4, 2001)
- La vita in diretta Sera (Rai 1, 2002)
- 54° Prix Italia (Rai 1, 2002)
- Il sogno di Miss italia (Rai 1, 2002)
- Con gli occhi di Miss Italia (Rai 1, 2002)
- Dono d'Amore (Rai 1, 2002)
- Un giorno speciale (Rai 1, 2003-2004)
- Rosa, bianco e nero (Rai 1, 2004-2005)
- E la chiamano estate (Rai 1, 2005-2009)
- La Kore - Oscar della moda (Rai 1, 2005)
- Premio Barocco (Rai 1, 2006)
- L'isola dei Famosi 4 (Rai 2, 2006) Opinionista
- Ciak... si canta! (Rai 1, 2008-2009) Giurato
- Unomattina (Rai 1, 2008-2011)
- Premio La Giara (Rai 2, 2012-2013)
- Mission (Rai 1, 2013)
- Techetechete' (Rai 1, 2015) – Puntata 36
- Buon pomeriggio (Telenorba, 2016-2019)
- 90 Special (Italia 1, 2018)
- Grande Fratello VIP 4 (Canale 5, 2020) Concorrente
- Giù in 60 secondi - Adrenalina ad alta quota (Italia 1, 2020) Concorrente
- TG Sicilia (Antenna Sicilia, dal 2022)
- Back to School 2 (Italia 1, 2023) Concorrente

## Radio
- Radio Popolare (1976-1982)
- Radio 2 days (Rai Radio 2, 2010-2012)
- Rosso di sera (Qlub Radio, 2013)
- Freezer – I piaceri dell'estate (Rai Radio 1, 2014)
- Manuale d'Europa (Rai Radio 1, dal 2014)

## Opere
- Michele Cucuzza e Vanni Pierini (a cura di), Poesie d'amore: [da Saffo a Prévert], supplemento a Donna moderna, Milano, Mondadori, 2004, SBN BVE0360844.
- Ma il cielo è sempre più blu. Il delitto Fortugno e la rivolta dei giovani di Locri contro la 'ndrangheta, Roma, Editori Riuniti, 2006. ISBN 88-359-5875-X.
- Sotto i 40. Storie di giovani in un paese vecchio, Roma, Donzelli, 2007. ISBN 978-88-6036-178-3.
- Fuori dalla rete. Diario online, Roma, Pagine, 2008. ISBN 978-88-7557-293-8.
- Fuori dal video. Storie italiane, Cantalupo in Sabina, Edizioni Sabinae, 2010. ISBN 978-88-96105-76-4.
- Il male curabile. La sfida di Mauro Ferrari, il matematico italiano che sta rivoluzionando la lotta ai tumori, Milano, Rizzoli, 2012. ISBN 978-88-17-05148-4.
- Gramigna. Vita di un ragazzo in fuga dalla camorra, con Luigi Di Cicco, Milano, Piemme, 2013. ISBN 978-88-566-3399-3.
- Michele Cucuzza (a cura di), Storie di successo: Giovanni Clementoni, Irene Pivetti, Annarita Pilotti, Marco Bartoletti, Dogana (San Marino), Asset Banca, 2015, SBN RAV2033099.
- Fuori dalle bolle. Come sottrarsi dalle supercazzole in rete, Roma, Armando Curcio Editore, 2020. ISBN 978-8868684716.
- Steve Jobs, vita e opere di un genio coraggioso, Armando Curcio Editore (graphic novel), 2021. ISBN 978-88-6868-539-3
- Guarda, cos'è?, Il romanzo di Ustica, con Daniele Osnato, Baldini-Castoldi, 2022. EAN 9788893884808

## Riconoscimenti
- 1985: Premio Exploit, per la serie Donne e lavoro realizzata per il TG3.
- 1990: Oscar TV - Miglior programma d'informazione – TG2 Pegaso.
- 1997: Premio Nazionale Nino Martoglio.
- 2007: Premio Ginestra d'oro per la televisione e il giornalismo.
- 2007: Medaglia di bronzo – Cultura per la legalità.
- 2010: Premio Personalità Europea.
- 2011: Premio internazionale Città di Ostia per il volume Fuori dal video. Storie italiane.
- 2012: Volere, Volare – Il meglio del made in Italy – per il libro Il male curabile.
- 2012: Turi Ferro per il libro Il male curabile.
- 2012: Premio Gensini al Nettuno Photofestival per il libro Il male curabile.
- 2012: Premio Internazionale "G. Falcone - P. Borsellino" - Sezione Impegno sociale (diffusione della cultura della legalità).
- 2013: Premio Festival della vita (Caserta, 2 febbraio).
- 2013: Premio "Accademia europea per le relazioni economiche e culturali" alla carriera per il giornalismo.
- 2019: Premio "Menotti Art Festival Spoleto" alla carriera.
- 2022: Guarda, cos'è?, designato libro dell'anno 2022 dall'associazione 'Area cultura' con il patrocinio dell'assessorato alla cultura di Roma.

È cittadino onorario di Grammichele, luogo di nascita della madre, di Palmi, luogo di nascita del padre, e dal 2010 anche di Diamante.